# Lasiocnemus hyalipennis
Lasiocnemus hyalipennis là một loài ruồi trong họ Asilidae. Lasiocnemus hyalipennis được Janssens miêu tả năm 1952. Loài này phân bố ở vùng nhiệt đới châu Phi.